# Vstretxa
Vstretxa (en rus: Встреча, en valencià: La reunió) és un curtmetratge d'animació de ciència-ficció ucraïnés-soviètic de 1984, produït per l'estudi de cinema ucraïnès Kievnauchfilm. La pel·lícula explica la història que un extraterrestre és enviat a la Terra per investigar si els humans creuen la probabilitat de l'arribada d'Aliens al planeta. L'extraterrestre, disfressat d'home amb un vestit formal, té una conversa amb un pescador sobre el tema en una cabana de troncs, i després arriba a la conclusió que els humans no creuen que el contacte amb extraterrestes siga una possibilitat. Tanmateix, el pescador resulta ser un altre alienígena disfressat que al final ve a la Terra estudiant el mateix tema. La pel·lícula va ser dirigida per Mikhail Titov, i el seu guió va ser escrit per V. Zayats.